# Les Houches
Les Houches är en kommun i Haute-Savoie, Frankrike. Byn är belägen vid foten av Mont Blanc i Chamonixdalen. 
År 2022 hade Les Houches 3 529 invånare.
De senaste åren har FIS arrangerat deltävlingar i den alpina världscupen i Les Houches skidområde.
I kommunen finns djurparken Merlet och landmärket Christ-roi, en 25 m hög Jesus-staty som avtäcktes 1934.

## Befolkningsutveckling
Antalet invånare i kommunen Les Houches
| Referens: INSEE |